# Gustavo Romero
Gustavo Romero (4 agosto 1968 – Rosario, 19 gennaio 2015) è stato un giocatore di calcio a 5 argentino.

## Carriera
Utilizzato nel ruolo di giocatore di movimento, come massimo riconoscimento in carriera ha la partecipazione con la Nazionale di calcio a 5 dell'Argentina al FIFA Futsal World Championship 1992 dove i sudamericani sono giunti alla seconda fase, eliminati nel girone comprendente Olanda, Brasile e Stati Uniti.